# Lijst van personen uit Kopenhagen
Deze lijst geeft een overzicht van personen die geboren zijn in de Deense hoofdstad Kopenhagen en een artikel hebben op de Nederlandstalige Wikipedia. De lijst is gerangschikt naar geboortedatum. 

## Geboren in Kopenhagen

### Voor 1800
- Margreet van Denemarken (1456-1486), koningin van Schotland van 1469 tot 1486
- Hans van Steenwinckel de Jonge (1587-1639), bouwmeester en beeldhouwer
- Simon Paulli (1603-1680), arts en natuuronderzoeker
- Nicolaus Steno (1638-1686), anatoom, natuurvorser en bisschop
- Georg Mohr (1640–1697), wiskundige
- George van Denemarken (1653-1708), prins-gemaal van Engeland en Schotland
- Frederik IV van Denemarken (1671-1730), koning van Denemarken en Noorwegen
- Christiaan VI van Denemarken (1699-1746), koning van Denemarken en Noorwegen
- Christian Pedersen Horrebow (1718-1776), astronoom
- Frederik V van Denemarken (1723-1766), koning van Denemarken en Noorwegen
- Morten Thrane Brünnich (1737-1827), zoöloog en mineraloog
- Christiaan VII van Denemarken (1749-1808), koning van Denemarken en Noorwegen
- Abraham Izaaks Deen (1760-1821), opperrabbijn van Groningen en Friesland
- Frederik VI van Denemarken (1768-1839), koning van Denemarken en Noorwegen
- Bertel Thorvaldsen (1770-1844), Deens-IJslands beeldhouwer
- Christiaan VIII van Denemarken (1786-1848), koning van Denemarken en Noorwegen
- Christian Jürgensen Thomsen (1788-1865), archeoloog
- Christian Günther von Bernstorff (1796-1835), Deens en Pruisisch diplomaat
- Adam Oehlenschläger (1797-1850), dichter en toneelschrijver

### 1800–1819
- Johan Peter Emilius Hartmann (1805-1900), componist, organist en muzikaal leidsman
- Frederik VII van Denemarken (1808-1863), koning van Denemarken
- Christen Købke (1810-1848), schilder
- Hans Christian Lumbye (1810-1874), componist, dirigent en trompettist
- Søren Kierkegaard (1813-1855), theoloog en filosoof
- Johannes Theodor Reinhardt (1816-1882), zoöloog en herpetoloog
- Niels Gade (1817-1890), componist, violist en dirigent

### 1820–1849
- Carl Christian Møller (1823-1893), componist, dirigent en hoboïst
- Carl Bloch (1834-1890), schilder
- Carl Lumbye (1841-1910), componist, muziekpedagoog, dirigent en violist
- Georg Brandes (1842-1927), denker en literatuurcriticus
- Hugo Egmont Hørring (1842-1909), conservatief politicus
- Frederik VIII van Denemarken (1843-1912), koning van Denemarken
- Georg Lumbye (1843-1922), componist, dirigent, violist en citerspeler
- George I (1845-1913), koning van Griekenland
- Vilhelmine Møller (1845-1936), feministe en moordenaar
- Holger Drachmann (1846-1908), dichter en kunstschilder
- Joachim Andersen (1847-1909), fluitist, dirigent en componist
- Dagmar van Denemarken (1847-1928), tsarina van Rusland

### 1850–1869
- Johan Dreyer (1852-1926), Deens-Iers astronoom
- Hans Christian Gram (1853-1938), bacterioloog en histoloog
- Christian Bohr (1855-1911), fysioloog
- Maximilian von Spee (1861-1914), Duits admiraal
- J.F. Willumsen (1863-1958), kunstschilder en beeldhouwer
- Vilhelm Hammershøi (1864-1916), kunstschilder
- Holger Nielsen (1866-1955), schermer, schutter en atleet
- Ulrich Salchow (1866-1949), kunstschaatser
- Martin Andersen Nexø (1869-1954), schrijver

### 1870–1879
- Poul Heegaard (1871-1948), wiskundige
- Thorvald Stauning (1873-1942), politicus
- Edward Eriksen (1876-1959), beeldhouwer
- William Wain Prior (1876-1946), generaal en opperbevelhebber van het Deense leger

### 1880–1889
- Sveinn Björnsson (1881-1952), IJslands politicus
- Peder Gram (1881-1956), componist, pianist, dirigent en bestuurder
- Asta Nielsen (1881-1972), actrice
- Carl Schenstrøm (1881-1942), toneel- en filmacteur en komiek
- Emil Jørgensen (1882-1947), voetballer
- Harald Hansen (1884-1927), voetballer
- Peter Marius Andersen (1885-1972), voetballer
- Niels Bohr (1885-1962), natuurkundige, scheikundige en Nobelprijswinnaar (1922)
- Gerda Wegener (1885-1940), kunstenares (Jugendstil)
- Kristian Gyldenstein (1886-1954), voetballer
- Jean Hersholt (1886-1956), acteur
- Harald Bohr (1887-1951), wiskundige
- Sophus Nielsen (1888-1963), voetballer
- Sophus Hansen (1889-1962), voetballer
- Carl Theodor Dreyer (1889-1967), filmregisseur

### 1890–1899
- Paul Berth (1890-1969), voetballer
- Svend Castella (1890-1938), voetballer
- Poul Nielsen (1891-1962), voetballer
- Sven Knudsen (1892-1968), voetballer
- Rued Langgaard (1893-1952), componist en organist
- Alf Olsen (1893-1976), voetballer
- Michael Rohde (1894-1979), voetballer
- Henrik Dam (1895-1976), biochemicus, fysioloog en Nobelprijswinnaar (1943)
- Nils Asther (1897-1981), Zweeds acteur
- Helge Rosvaenge (1897-1972), operazanger
- Henry Hansen (1899-1952), voetballer

### 1900–1909
- Arne Jacobsen (1902-1971), architect en ontwerper
- Hans Scherfig (1905-1979), schrijver en beeldend kunstenaar
- Robert Jacobsen (1906-1993), kunstschilder en beeldhouwer
- Victor Borge (1909-2000), musicus en artiest
- Wilhelm Freddie (1909-1995), beeldend kunstenaar

### 1910–1919
- Carl-Henning Pedersen (1913-2007), kunstschilder
- Mærsk Mc-Kinney Møller (1913-2012), scheepvaartmagnaat en ondernemer
- Poul Hartling (1914-2000), politicus en diplomaat
- Egon Möller-Nielsen (1915-1959), Deens-Zweeds beeldhouwer en architect
- Svend Asmussen (1916-2017), jazzviolist
- Erik Thommesen (1916-2008), beeldhouwer
- Tove Ditlevsen (1917-1976), schrijfster en dichter
- Jørn Utzon (1918-2008), architect
- Niels Viggo Bentzon (1919-2000), componist, pianist en organist
- Jens Quistgaard (1919 - 2008), ontwerper

### 1920–1929
- Grete Jalk (1920-2006), industrieel ontwerper
- Aase Rasmussen (1921-2012), revueartieste en radiopresentatrice
- Carl Aage Præst (1922-2011), voetballer
- Aage Bohr (1922-2009), kernfysicus en Nobelprijswinnaar (1975)
- Anker Jørgensen (1922-2016),  politicus
- Carl Aage Præst (1922-2011), voetballer
- Birte Christoffersen (1924), schoonspringster
- Jørgen Ingmann (1925-2015), gitarist
- Jacob Jensen (1926-2015), industrieel ontwerper
- Greta Andersen (1927-2023), zwemster
- Olaf Olsen (1928), historicus en archeoloog

### 1930–1939
- Henning Christiansen (1932-2008), componist en kunstenaar
- Pelle Gudmundsen-Holmgreen (1932–2016), componist
- Ib Glindemann (1934-2019), jazz-trompettist, componist en bigband-leider
- Ove Ekebjærg (1934), schaker
- Kirsten Simone (1934-2024), balletdanseres
- Elisabeth van Denemarken (1935-2018), prinses
- Ghita Nørby (1935), actrice
- Bjarne Liller Pedersen (1935-1993), zanger, songwriter en acteur
- Peter Ryom (1937), musicoloog
- Grethe Ingmann (1938-1990), zangeres
- Per Kirkeby (1938-2018), schilder, beeldhouwer en architect
- Vivi Bach (1939-2013), zangeres, actrice, televisiepresentator en auteur

### 1940–1949
- Erik Dyreborg (1940-2013), voetballer
- Margrethe II van Denemarken (1940), koningin van Denemarken
- Ritt Bjerregaard (1941-2023), (euro)politica; burgemeester van Kopenhagen
- Freddy Eugen (1941-2018), wielrenner
- Ole Nydahl (1941), boeddhistisch leraar in de karma kagyüschool
- Poul Nielson (1943), politicus en Eurocommissaris
- John Steen Olsen (1943), voetballer
- Kurt Helmudt (1943-2018), roeier
- Jesper Bøje Christensen (1944), klavecimbelspeler en musicoloog
- Ulla Pia (1945-2020), zangeres
- Ebbe Skovdahl (1945-2020), voetballer en voetbalcoach
- Kresten Bjerre (1946-2014), voetballer
- Mogens Lykketoft (1946), politicus
- Bo Stief (1946),  bassist en componist
- Pia Kjærsgaard (1947), politica
- Bjørn Nørgaard (1947), beeldhouwer, graficus en performancekunstenaar
- Hans Aabech (1948-2018), voetballer
- Jesper Christensen (1948), filmacteur
- Torsten-Frank Andersen (1949), voetballer
- Frederik Harhoff (1949), jurist
- Benny Johansen (1949), voetballer en voetbalcoach

### 1950–1959

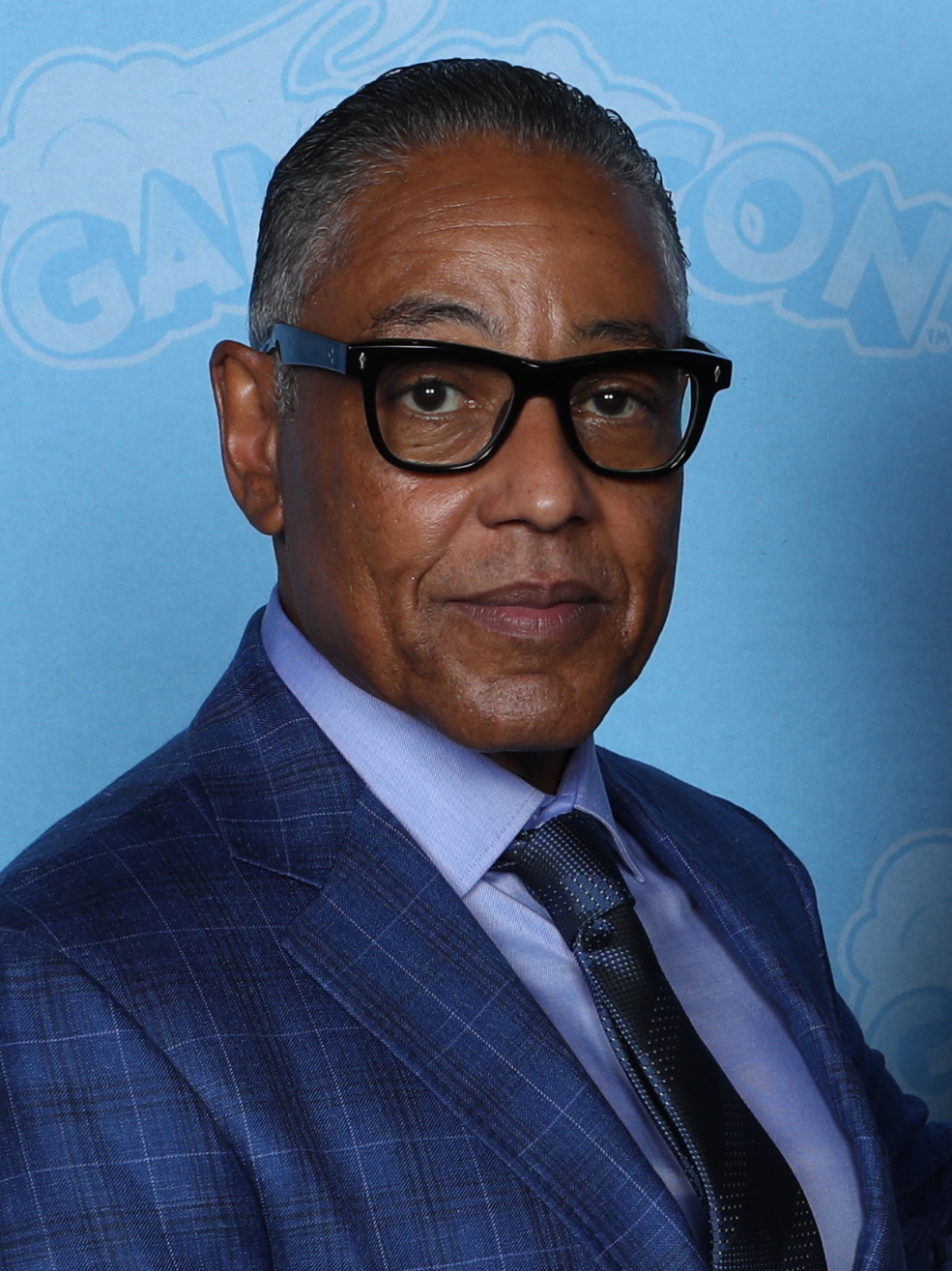
Acteur Giancarlo Esposito (1958)

- Jussi Adler-Olsen (1950), schrijver
- Ole Qvist (1950), voetballer
- Sten Ziegler (1950), voetballer
- Birger Jensen (1951-2023), voetballer
- Claus Larsen-Jensen (1953), politicus
- Michael Moritzen (1954), acteur en toneelregisseur
- Tor Nørretranders (1955), journalist en schrijver
- Johnny Jacobsen (1955), voetballer
- Jørn West Larsen (1955), voetbalscheidsrechter
- Morten Suurballe (1955), acteur
- Frank Arnesen (1956), voetballer
- Jens Fink-Jensen (1956), schrijver, dichter, fotograaf en componist
- Lars von Trier (1956), filmregisseur
- Peter Høeg (1957), auteur
- Preben Elkjær Larsen (1957), voetballer
- Jakob Nielsen (1957), consultant
- Giancarlo Esposito (1958), Amerikaans acteur, filmproducent en filmregisseur
- Sandy Toksvig (1958) Schrijver, komiek en activist
- Søren Lerby (1958), voetballer
- Kenneth Brylle (1959), voetballer en voetbalcoach
- Michael Birkedal (1959), voetballer

### 1960–1969

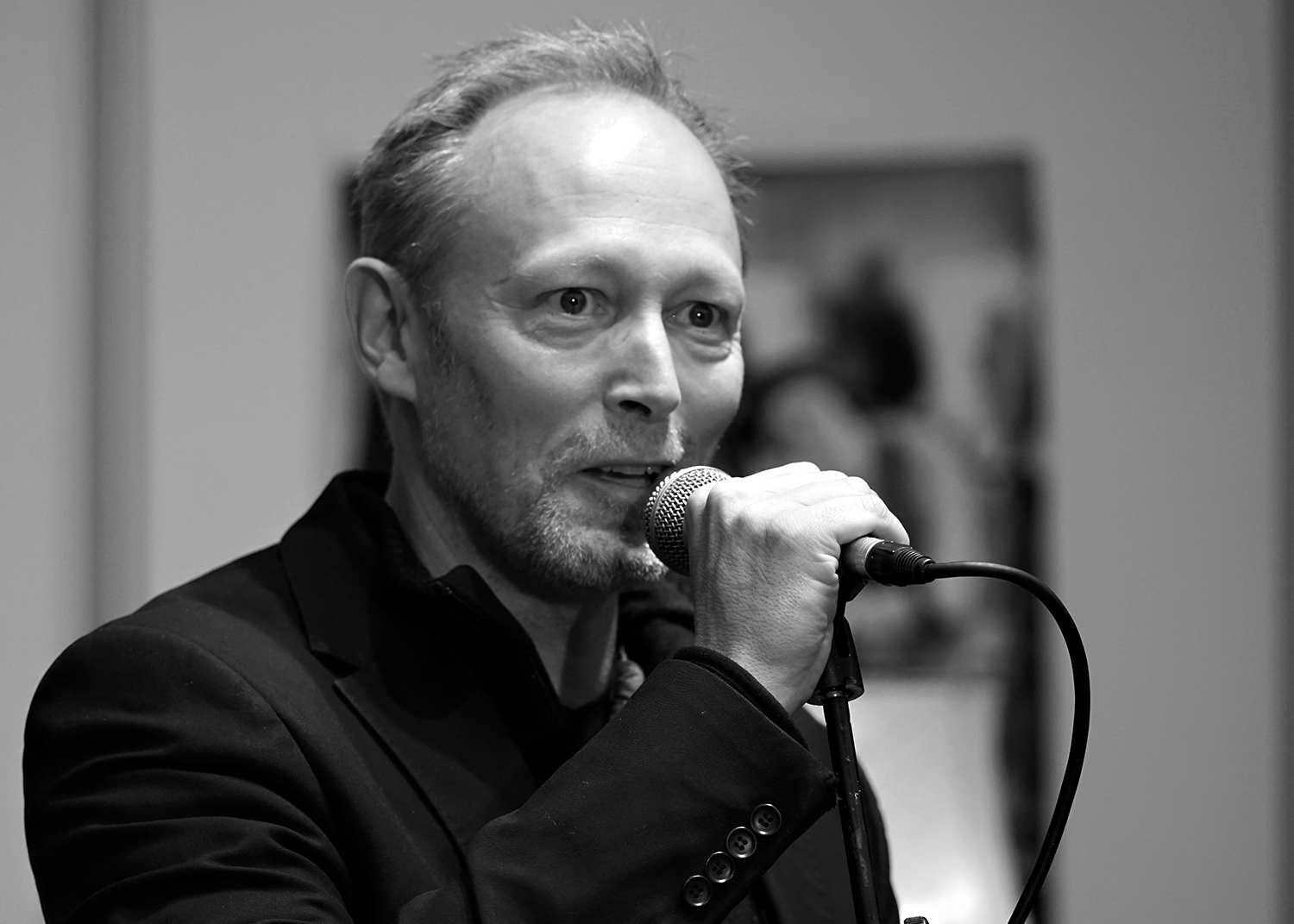
Acteur Lars Mikkelsen (1964)

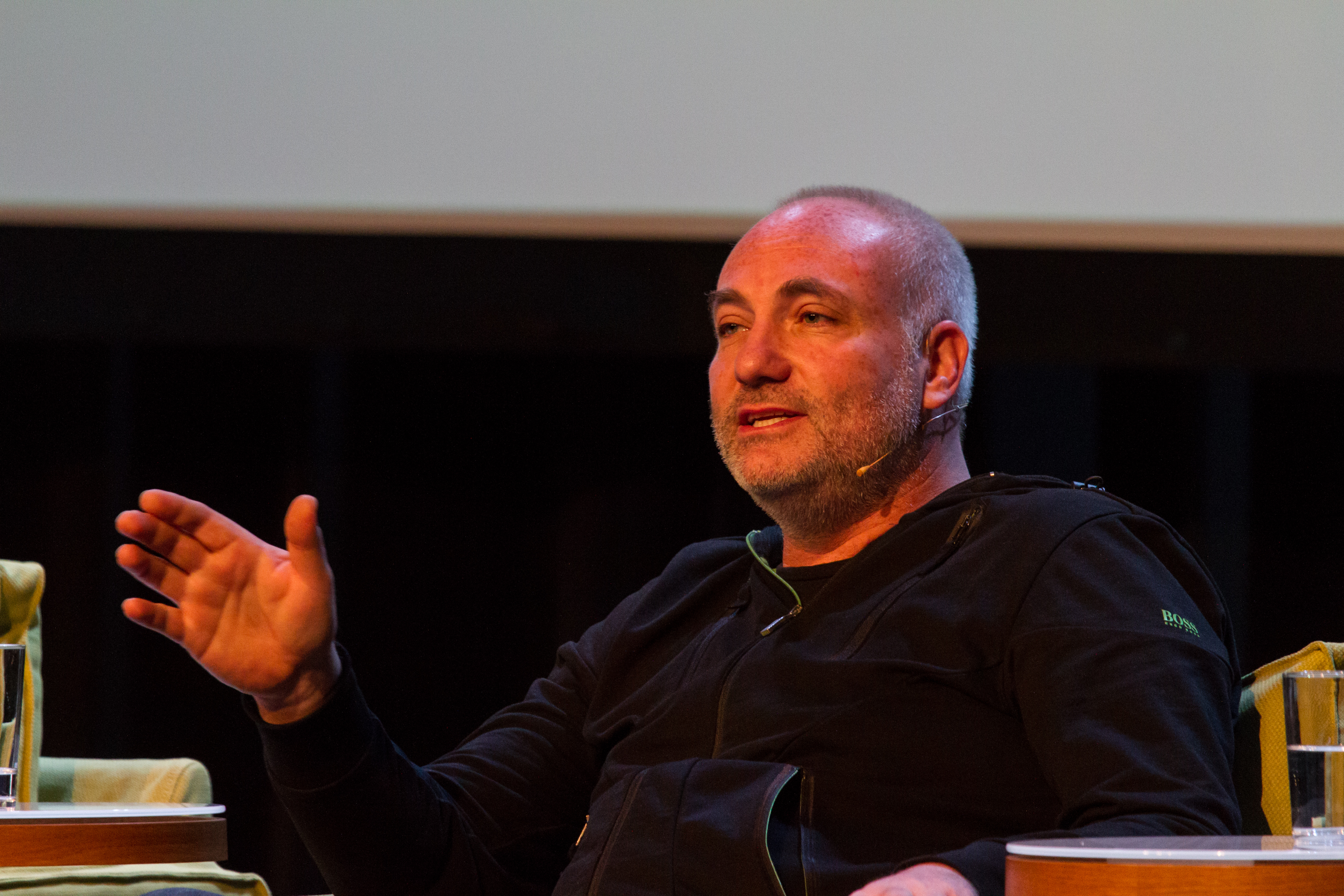
Acteur Kim Bodnia (1965)

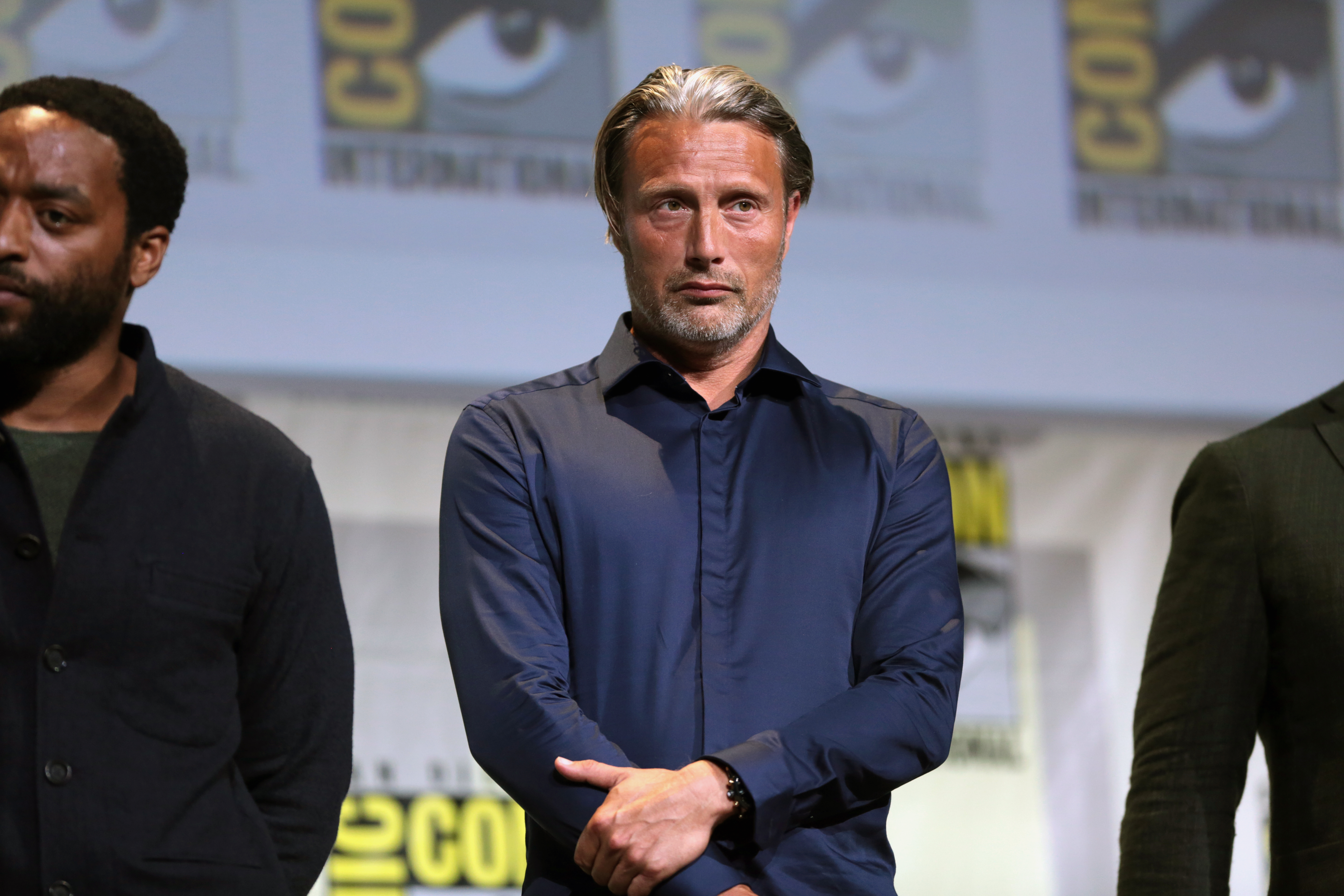
Acteur Mads Mikkelsen (1965)

- Susanne Bier (1960), filmregisseur
- Connie Hedegaard (1960), politica
- Peter Mikkelsen (1960), voetbalscheidsrechter
- Kim Milton Nielsen (1960), scheidsrechter
- Henrik Jørgensen (1961), langeafstandsloper
- Brian Holm (1962), wielrenner
- Christian Jungersen (1962), schrijver
- Jens Veggerby (1962), wielrenner
- Johnny Weltz (1962), wielrenner
- Lars Mikkelsen (1964), acteur
- Kim Bodnia (1965), acteur
- Morten Christensen (1965), tennisser
- Søren Lilholt (1965), wielrenner
- Mads Mikkelsen (1965), acteur
- Bent Christensen (1967), voetballer
- René Dif (1967), zanger
- Olafur Eliasson (1967), beeldhouwer en installatiekunstenaar
- Jakob Friis-Hansen (1967), voetballer
- Ellen Hillingsø (1967), (stem)actrice
- Helena Christensen (1968), topmodel
- Bjarne Goldbæk (1968), voetballer
- Michael Sandstød (1968), wielrenner
- Chris Minh Doky (1969), jazz-bassist
- Frederik van Denemarken (1968), kroonprins
- Chris Minh Doky (1969), jazzbassist
- Jimmi Madsen (1969), wielrenner
- Lars Michaelsen (1969), wielrenner
- Thomas Vinterberg (1969), filmregisseur

### 1970–1979
- Iben Hjejle (1971), televisie- en filmactrice
- Søren Hansen (1971), golfprofessional
- Kenneth Carlsen (1973), tennisspeler
- Rune Glifberg (1974), skateboarder
- Jeppe Hein (1974), beeldhouwer en installatiekunstenaar
- Thure Lindhardt (1974), acteur
- Jannah Loontjens (1974), schrijver, dichter en filosoof
- Kenneth Pérez (1974), voetballer
- Thomas Rytter (1974), voetballer
- Rasmus Henning (1975), triatleet
- Denni Conteh (1975), voetballer
- Nathalie zu Sayn-Wittgenstein-Berleburg (1975), ruiter
- Nikolaj Znaider (1975), violist
- Sophia Skou (1975), zwemster
- Marc Nygaard (1976), voetballer
- Jon Dahl Tomasson (1976), voetballer
- David Rasmussen (1976), voetballer
- Isam Bachiri (1977),  Deens-Marokkaans zanger-rapper
- Jon Dahl Tomasson (1976), voetballer
- Nicolas Kiesa (1978), autocoureur
- Dennis Rommedahl (1978), voetballer
- Daniel Jensen (1979), voetballer
- Morten Karlsen (1979), voetballer
- Mikkel Kessler (1979), bokser

### 1980–1989
- Kenn Hansen (1980), voetbalscheidsrechter
- Agnes Obel (1980), singer-songwriter
- Stephan Andersen (1981), voetballer
- Patrick Mtiliga (1981), voetballer
- Hjalte Bo Nørregaard (1981), voetballer
- Francis Dickoh (1982), voetballer
- Jan Frederiksen (1982), voetballer
- Kevin Stuhr Ellegaard (1983), voetbalkeeper
- Michael Krohn-Dehli (1983), voetballer
- Christian Bakkerud (1984-2011), autocoureur
- Mikkel Thygesen (1984), voetballer
- Emilie Turunen (1984), Europarlementariër
- Thomas Villadsen (1984), voetballer
- Aura Dione (1985), singer-songwriter
- Morten Duncan Rasmussen (1985), voetballer
- Kris Stadsgaard (1985), voetballer
- Sara Forestier (1986) Franse actrice
- Michael Jakobsen (1986), voetballer
- Deepika Padukone (1986), Indiase filmactrice en model
- Kasper Schmeichel (1986), voetballer
- Thomas Enevoldsen (1987), voetballer
- Nicklas Bendtner (1988), voetballer
- Jacob Neestrup (1988), voetbaltrainer
- Jakob Alexander Sundberg (1989), voetbalscheidsrechter

### 1990–1999
- Anders Christiansen (1990), voetballer
- Johan Jokinen (1990), autocoureur
- Mathias Jørgensen (1990), voetballer
- Jóhanna Guðrún Jónsdóttir (1990), IJslands zangeres
- Morten Nielsen (1990), voetballer
- Bashkim Kadrii (1991), voetballer
- Emil Larsen (1991), voetballer
- Mathias Gehrt (1992), voetballer
- Uffe Bech (1993), voetballer
- Andreas Cornelius (1993), voetballer
- Riza Durmisi (1994), voetballer
- Younes Namli (1994), voetballer
- Patrick Olsen (1994), voetballer
- Kenneth Zohore (1994), voetballer
- Yussuf Poulsen (1994), voetballer
- Stina Troest (1994), atlete
- Philip Zinckernagel (1994), voetballer
- Pierre Højbjerg (1995), voetballer
- Casper Pedersen (1996), wielrenner
- Anna Emilie Møller (1997), atlete

### Vanaf 2000
- Jacob Christensen (2000), voetballer
- Sofie Svava (2000), voetbalster
- Josefine Hasbo (2001), voetbalster
- Victor Kristiansen (2002), voetballer
- Solbjørk Minke Anderson (2004), wielrenster
- Patrick Dorgu (2004), Deens-Nigeriaans voetballer
- Clement Bischoff (2005), Deens-Keniaans voetballer
- Adam Daghim (2005), Deens-Palestijns voetballer
- Victor Froholdt (2006), voetballer